# Comarca de Verín
Pertenecen a la  Comarca de Verín en la provincia de Orense los siguientes municipios: Castrelo del Valle, Cualedro, Laza, Monterrey, Oimbra, Riós, Verín y Villardevós.

## Particularidades
Dentro de la idiosincrasia de la comarca, una de las manifestaciones culturales más relevantes a nivel regional e incluso nacional es el entroido. Siendo Laza y Verín los máximos referentes regionales, completarían el máximo triángulo del Entroido orensano con la capital de la Limia, Xinzo.
Otro rasgo común es el dominio de la Casa de Zúñiga (uno de los más importantes linajes de Galicia) del Condado de Monterrey, presencia que se hace patente en los escudos de los concellos de la comarca.